# 范鳳龍
范鳳龍（1913年1月14日—1990年10月11日），斯洛文尼亞盧布亞納人，長期在臺灣宜蘭縣羅東聖母醫院服務，宜蘭人稱為「Oki」、「大醫師」，去世後得到第八屆醫療奉獻獎。

## 生平
范鳳龍在1913年1月14日生於奧匈帝國盧布亞納（今屬斯洛維尼亞）；父早逝，家境貧窮，有兄、弟、妹各一人。母親是虔誠天主教徒，寄望他成為神職人員，但他立志習醫，於1937年醫學院畢業，在南斯拉夫王國盧比安納醫院任外科醫師。
1945年南斯拉夫社会主义联邦共和国建立，范鳳龍遠離家鄉到阿根廷。1948年抵雲南省昭通縣惠東醫院當院長，四年後遭中華人民共和國政府驅逐，1952年隨靈醫會到羅東。當時雲南的靈醫修女會也被驅除來臺灣，其中陳龍妮修女之後大部分人生是跟隨范鳳龍進行外科手術。
1952年，靈醫會在羅東買下一位許姓老醫師已休診的博愛診所，草創期的聖母醫院就在一棟日式平房開始。當時外科設備十分克難，資源、器材嚴重缺乏，開刀房沒有通風設備、無影燈，連最基本的止血鉗也寥寥無幾，范鳳龍抵臺灣第二個月，就在這條件下完成全宜蘭首例開胃手術，因此聲名遠播，從此病患遠從各地慕名而來，包括東南亞、菲律賓、甚至遠自美國回來找他開刀的。他的寢室就設在開刀房樓下，準備24小時服務。與負責內科門診馬仁光為蘭陽地區聞名的「一內一外」。
范鳳龍對同事嚴厲。某醫師誤診，將子宮外孕病人收進內科病房，被范鳳龍發現處理了，事後他把大夫叫到跟前怒斥，此後只要腹痛病人急診范鳳龍都要自己看過一遍才放心。范鳳龍要求護士帽要完全將頭髮包起來，不能留指甲、擦指甲油，護士服要燙筆挺，誰鞋子髒了，第二日他就送她一瓶鞋油。大夜班護士打瞌睡，被他發現了，他便照相存證。他發現護理紀錄與病人所述不符，即使夜班護士已回家了，他也要她們立刻回院，直罵到她們淚流不止才罷休。在護士為病人換藥撕下膠布時，因傷口粘連，病人難免痛得唉唉叫，這時他會大聲斥責護士說要想成這就是妳的腿！他囑咐要開刀的病人屆時沒出現，便會怒氣沖沖地跑到會計室責問是不是他們向病人收保證金，害病人不敢上門來開。他每天除看門診，還要排檢查、查病房、訓練醫護人員，往往在下午進開刀房，直到深夜才收工，但不論工作多晚，第二天他一定準時出現在病房，從不遲到。聖母醫院退休護士何枝梅表示，范鳳龍脾氣雖大，但是大家知道他是為病人好，即使常被他毫不留情地罵哭了，也沒有人怨他。
為降低手術風險，范鳳龍常搶時效，開胃手術可以於四十分鐘內完成，若護理人員跟不上進度的會被他痛罵，若器械遞錯了就丟回，只有機警的柏德琳最了解其需要。行醫時，遇有需緊急輸血，卻無力購置血液的傷患，范鳳龍常自抽血液，以300或500西西不定量供應病患，有時會捐血達1000西西。他除不領薪水外，僅支領少數生活費，也塞給較貧困的病人。查房時，他看到病家桌上沒有牛奶，便差人去買，但絕不能對病家說出他的名字。
1970年，一名約卅歲的男子發生脊髓病變，且無法從他身上其他部分取骨骼移植治療，家屬詢問可不可以用小牛骨替代，范醫師回答可試試，結果家屬牽來一隻卅多公斤小牛，宰殺後由護士張素精取下兩支小肋骨給范醫師，完成小牛骨人體脛骨移植手術，這名年輕人繼續存活、且癒後行動自如。該手術也被列為醫學文獻。
范鳳龍在羅東留下八萬多件手術紀錄，從未失誤，因此，蘭陽人便以日語「大」的發音Oki尊稱，並說見到他病就好了一半。像是曾任宜蘭縣縣長的劉守成小時候家境清寒，無法到台北就醫，就是由范鳳龍將他脖子脂肪瘤切除。
由於范鳳龍終生未娶，一般人還以為他是神職人員。他說不談感情的理由是時間要留給病人，成家後不是沒有能力照顧家人就是會分去太多時間。他生活中唯一講究的只有音樂，愛音樂的他，即使上刀，也喜歡讓音符流洩滿室。
晚年范鳳龍為肺疾所苦，但他自己照X光，拒絕向別人透露病情。1990年10月11日上午8時45分在羅東聖母醫院病逝，依其遺願葬於羅東天主教公墓。同月19日送葬日，有一千五百多人在羅東鎮中正南、北路上送宜蘭人稱的「大醫師」最後一程。

## 身後
1993年，一位老人帶女兒來到羅東聖母醫院，對院長呂道南說要還三十年前范鳳龍搶救他罹患急性胃炎的妻子的手術費。後來呂道南對於范鳳龍成為第八屆醫療奉獻獎得獎者，表示若范醫師還在世，說什麼他也不會領獎。
2000年5月25日，羅東聖母醫院成立文物典藏室，懸掛何義士、魏真智、華德露、梅崇德、達神家、羅德信、高安、巴瑞士、張明智與安惠民等十位神父、修士醫師遺像與紀錄生前事蹟，由擔任斯洛伐尼亞國家電視台主播、范鳳龍孫姪女吉娃專程採訪拍成紀錄片。
2002年9月12日，曾因生病入住羅東聖母醫院、有「三星上將梨之父」的李坤養捐出七萬元給院方興建「范鳳龍醫師紀念大樓」為名的重症大樓。同年12月，明志技術學院學生郭哲吾車禍喪命，父母郭振茂與張明月感念范鳳龍，節省愛兒喪葬費及學校師生致贈的奠儀卅萬元，捐給作重症醫療大樓之用。
台灣基督長老教會教育委員會出版余玉玥所寫、查理·布朗所繪的繪本《OKI醫師范鳳龍》，由澎湖天主教靈醫會惠民醫院院長陳仁勇寄到斯洛維尼亞紀念范鳳龍的基金會Society of Missionary dr. Janez Janež.。